# Symitha
Symitha is een geslacht van vlinders van de familie visstaartjes (Nolidae), uit de onderfamilie Chloephorinae.

## Soorten
- S. fasciosa Moore, 1888
- S. indicatana Walker, 1863
- S. indicatella Berio, 1957
- S. mangifera Tams, 1938
- S. nolalella Walker, 1866